# (11417) Chughtai
(11417) Chughtai (1999 JW117) – planetoida z grupy pasa głównego asteroid okrążająca Słońce w ciągu 4,58 lat w średniej odległości 2,76 j.a. Odkryta 13 maja 1999 roku.